# Marcel Renaud (cyclisme)
Pour les articles homonymes, voir Marcel Renaud (homonymie) et Renaud (homonymie).
Marcel Renaud, né le 2 juin 1909 à Saint-Maur-des-Fossés et mort le 2 février 2010 à Santeny,, est un coureur cycliste français.

## Biographie
Marcel Renaud naît à Saint-Maur-des-Fossés dans le Val-de-Marne, d'une mère blanchisseuse et de père inconnu. Il passe professionnel en 1929 et le reste durant huit saisons. En 1933, il termine deuxième du Circuit de l'Indre et du Grand Prix d'Issoire. En 1934, il participe à son unique Tour de France, en tant que coureur isolé. Il se classe à quatre reprises parmi les cinq premiers d'étape et termine 28e du classement général.
Il meurt centenaire le 2 février 2010 à Santeny. 
Il ne doit pas être confondu avec divers homonymes comme Marcel Renaud (1926-2016), médaillé olympique en aviron en 1952.

## Palmarès
- 1932
  - 3e de Paris-Mortagne
- 1933
  - 2e du Circuit de l'Indre
  - 2e du Grand Prix d'Issoire

## Résultats sur les grands tours

### Tour de France
1 participation
- 1934 : 28e

### Tour d'Italie
1 participation
- 1934 : non-partant (7e étape[4])